# Björn Engholm

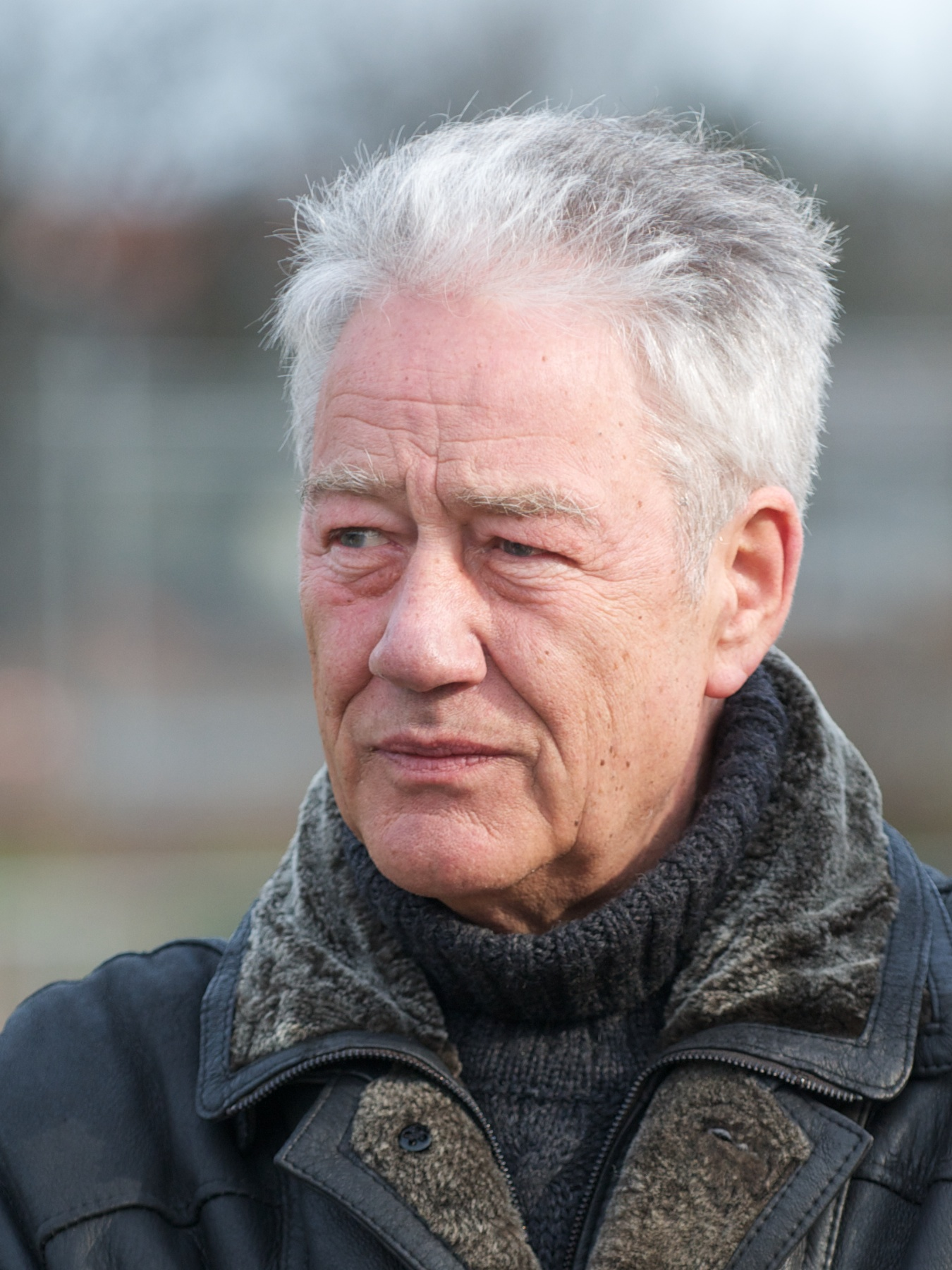
Björn Engholm

Björn Engholm (n. 9 noiembrie 1939, Lübeck) este un politician german (SPD). El a fost între anii 1981-1982 ministrul învățământului, între anii 1988-1993 prim-ministru al landului Schleswig-Holstein. 
Engholm a fost între 1991-1993 președintele Partidului Social Democrat al Germaniei. 
În 1993, în urma unui scandal amplificat de presă, s-a retras din viața politică.